# 苓雅寮

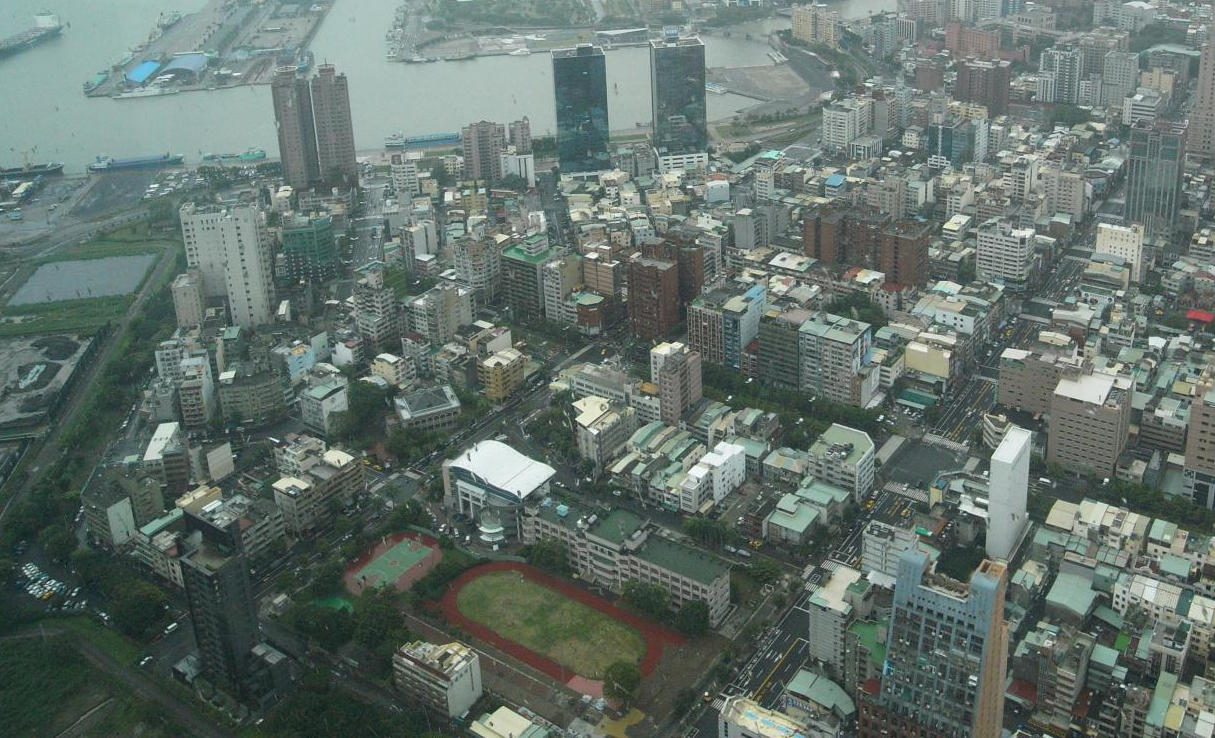
苓雅寮空拍圖

位於四維四路安全島上的苓雅寮地名告示牌

苓雅寮，舊稱苓仔寮或能雅寮，雅稱苓村、苓洲，是台灣高雄市苓雅區境內的一個舊部落，也是該區的地名由來。

## 位置

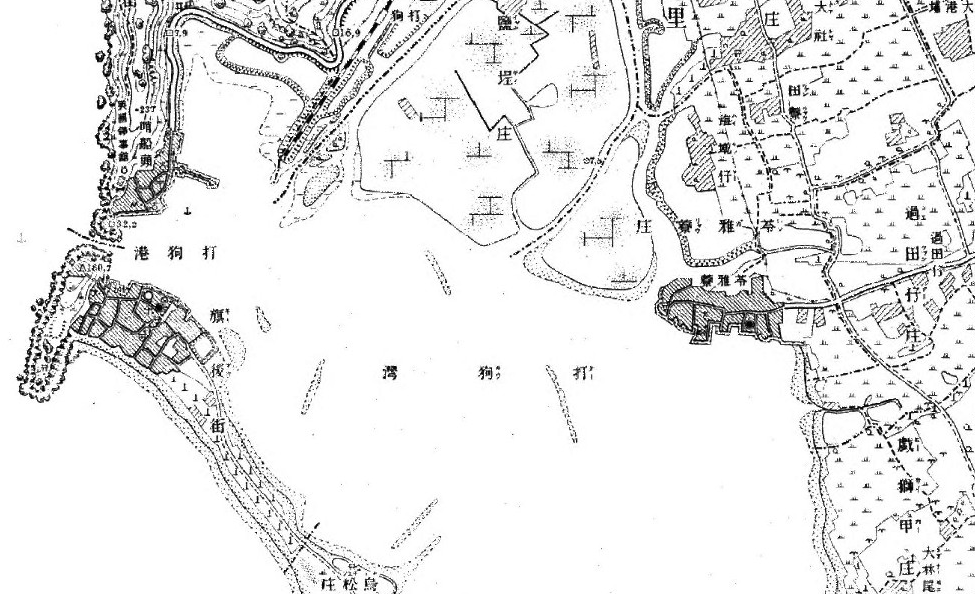
1904年《台灣堡圖》中的苓雅寮與鄰近地帶。

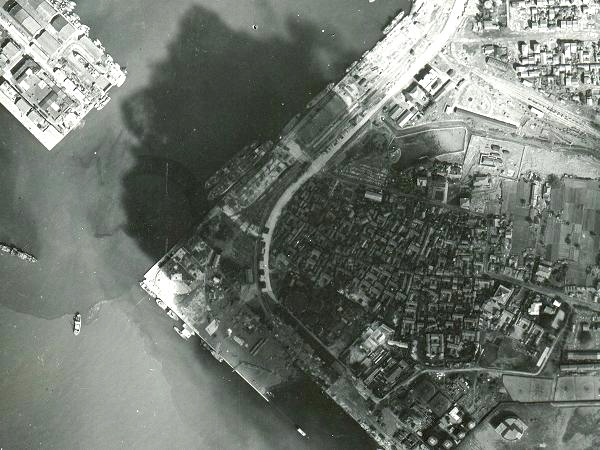
二戰時期航照中的苓雅寮聚落。

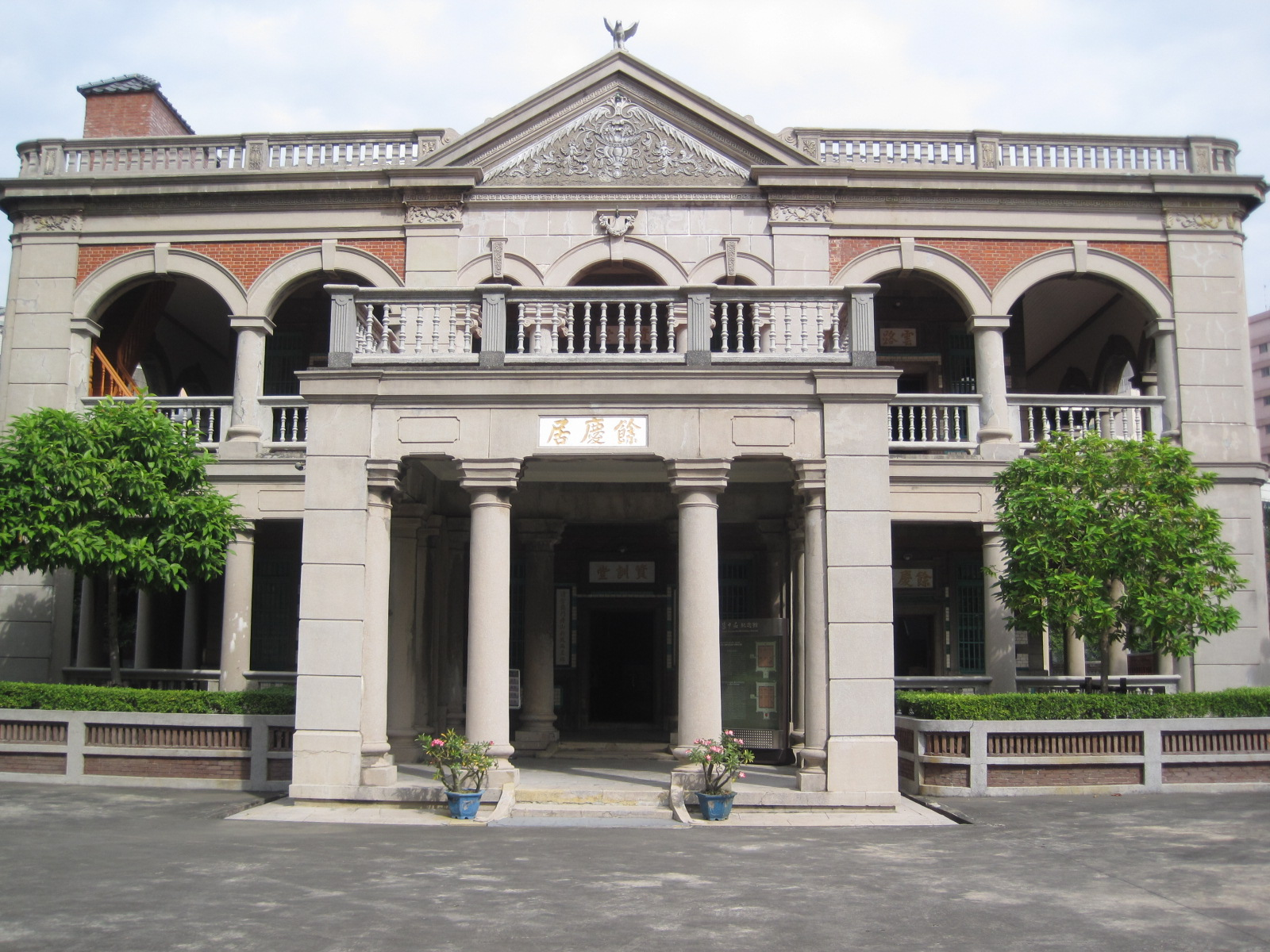
陳中和紀念館。

苓雅寮臨海，位在苓雅區內成功路以西的區塊，與鹽埕之間以愛河河口相隔、並與前金、過田子及戲獅甲相鄰。

## 地名
「苓雅」之名源自「苓仔」或「笭仔」（臺語：lîng-á），指魚網；「苓仔寮」則是指收藏漁網的簡易舍寮。在1894年所編著的《鳳山縣采訪冊》中，此一「苓雅寮」屬大竹里，並以臺語同音的「能雅寮」為名記載。
同時由於在其附近屬鳳山里的區域內，有另一個稱做「苓雅寮」的地點。後來為區隔兩地，屬鳳山里者稱「內苓雅寮」（即今前鎮佛公地區）；屬大竹里的苓雅寮則稱「外苓雅寮」。另外也因地形突出於海岸線，使此地有「苓洲」之稱。

## 行政區劃沿革
清朝時期，苓雅寮一帶隸屬於鳳山縣大竹里。1897年日本統治初期，苓雅寮屬於鳳山縣打狗辦務署管轄，並在1898年改隸台南縣鳳山辦務署。
1901年，成為鳳山廳下的苓雅寮庄；1909年，苓雅寮成為台南廳下的打狗支廳所管。
1920年高雄州成立後，苓雅寮成為高雄郡高雄街下一大字；高雄街並在1924年改為高雄市。
1935年後另有一套並行於一般行政區系統的「區」的設置，「苓雅寮區」的業務範圍即為苓雅寮。
戰後，苓雅寮與另外三個部落合組成為苓雅區。

## 歷史
苓雅寮可分為頂寮與下寮，前者首先是清代時周姓者移住，後續又有來自泉州府同安縣的陳姓等前來開墾，並建立苓雅寮安瀾宮媽祖廟。下寮的開墾稍晚，是由洪姓及來自泉州府晉江縣的孫姓者首先移住，建有祭祀大道公和天醫大帝、感天大帝的廟宇鼓山亭。
苓雅寮媽祖宮（安瀾宮）創建於1766年（乾隆31年）。天主教會則在1859年設立於此。至19世紀末，《鳳山縣采訪冊》中已記載「能雅寮街，逐日為市」。
日治時期，苓雅寮成為高雄的工業地帶之一。包括1933年創設於此的日本炭酸株式會社液化炭酸工場，以及台灣瓦斯株式會社高雄營業所等。三菱商事也在此設有儲油槽。
1904年打狗公學校苓雅寮分校創設，1907年改稱苓雅寮學校，1921年改稱高雄第二公學校，1937年再改為高雄市青葉公學校。1924年，高雄州立高雄高等女學校創立，位於苓雅寮三番地的新築校舍在1927年完工。
1930年時苓雅寮人口有5,000左右，絕大多數是本島人（臺灣人）。

## 設施
- 宗教禮拜場所：
  - 苓雅寮安瀾宮
  - 苓雅寮鼓山亭
  - 苓雅寮萬應公廟
  - 玫瑰聖母聖殿主教座堂

- 學校：
  - 高雄市立成功國民小學 （页面存档备份，存于）

- 其他：
  - 陳中和紀念館
  - 高雄市國軍英雄館
  - 高雄港苓雅商港區
  - 光榮碼頭
  - 高雄橋